# Anthony Losilla
Anthony Losilla est un footballeur français, né le 10 mars 1986 à Firminy. Il évolue comme milieu défensif.

## Biographie

### Formation et débuts
Anthony Losilla naît à Firminy, non loin de Saint-Étienne. Il pousse ses premiers ballons dans le club de Pont-Salomon, puis dans celui de Firminy, avant d'intégrer le centre de formation de l'AS Saint-Étienne à dix ans. Parallèlement à sa formation, il obtient un bac S. Capitaine de l'équipe réserve, il signe un contrat professionnel d'un an.

### Carrière en France
À la fin de sa formation, en juin 2006, Anthony Losilla rejoint en prêt l'AS Cannes, club de National. Il y passe deux saisons pleines, avant de confirmer au Paris FC, toujours en National. 
Auteur de deux bonnes saisons, élu dans l'équipe type de National, il rejoint à l'été 2010 le Stade lavallois en Ligue 2. Il y effectue deux nouvelles bonnes saisons au cours desquelles il s'affirme comme un leader technique du milieu de terrain. Lors de la saison 2010-2011 il est le joueur lavallois le mieux noté par le magazine France Football et termine 17e au classement des Étoiles. 

### Une décennie en Allemagne

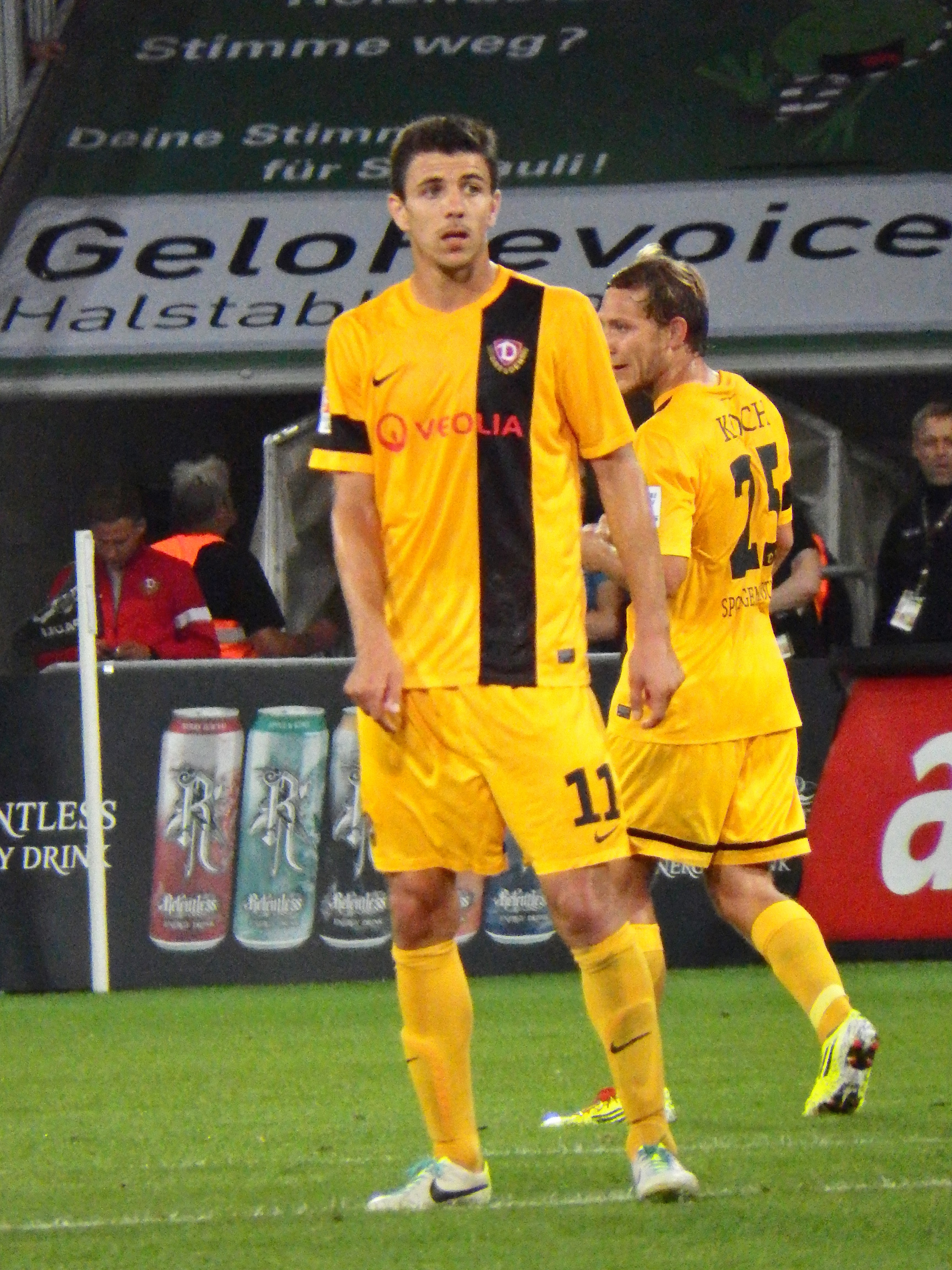
Losilla en 2013.

En 2012 certains clubs de l'élite s'intéressent fortement à lui. La presse annonce un intérêt du  Valenciennes Football Club et de l'OGC Nice. Anthony Losilla refuse la proposition de prolongation lavalloise et rejoint finalement le SG Dynamo Dresde, club de 2e division allemande, où il reste jusqu'à l'été 2014 pour rejoindre le VfL Bochum. 
Lors de la saison 2020-2021, en tant que capitaine, il mène son équipe à la promotion en Bundesliga dans un style exceptionnel et exemplaire. Depuis, il figure parmi les légendes du club.

## Palmarès
- VfL Bochum
  - 2. Bundesliga
    - Champion en 2021

- - Bundesliga
    - Maintien en 2022

## Statistiques

### En club
Le tableau ci-dessous retrace la carrière de Anthony Losilla  depuis ses débuts :

| Saison                | Club                  | Championnat           | Championnat | Championnat | Coupe nationale | Coupe nationale | Coupe de la Ligue | Coupe de la Ligue | Compétition(s) continentale(s) | Compétition(s) continentale(s) | Compétition(s) continentale(s) | Barrages | Barrages | Total | Total |
| Saison                | Club                  | Division              | M.          | B.          | M.              | B.              | M.                | B.                | Comp.                          | M.                             | B.                             | M.       | B.       | M.    | B.    |
| 2006-2007             | AS Cannes             | National              | 37          | 0           | 1               | 0               | -                 | -                 | -                              | -                              | -                              | -        | -        | 38    | 0     |
| 2007-2008             | AS Cannes             | National              | 35          | 2           | -               | -               | -                 | -                 | -                              | -                              | -                              | -        | -        | 35    | 2     |
| Sous-total            | Sous-total            | Sous-total            | 72          | 2           | 1               | 0               | 0                 | 0                 | -                              | 0                              | 0                              | 0        | 0        | 73    | 2     |
| 2008-2009             | Paris FC              | National              | 36          | 3           | 2               | 1               | 2                 | 1                 | -                              | -                              | -                              | -        | -        | 40    | 5     |
| 2009-2010             | Paris FC              | National              | 34          | 4           | -               | -               | -                 | -                 | -                              | -                              | -                              | -        | -        | 34    | 4     |
| Sous-total            | Sous-total            | Sous-total            | 70          | 7           | 2               | 1               | 2                 | 1                 | -                              | 0                              | 0                              | 0        | 0        | 74    | 9     |
| 2010-2011             | Stade lavallois       | Ligue 2               | 34          | 2           | 2               | 0               | 1                 | 0                 | -                              | -                              | -                              | -        | -        | 37    | 2     |
| 2011-2012             | Stade lavallois       | Ligue 2               | 36          | 2           | 2               | 0               | 1                 | 0                 | -                              | -                              | -                              | -        | -        | 39    | 2     |
| Sous-total            | Sous-total            | Sous-total            | 70          | 4           | 4               | 0               | 2                 | 0                 | -                              | 0                              | 0                              | 0        | 0        | 76    | 4     |
| 2012-2013             | Dynamo Dresde         | 2.Bundesliga          | 31          | 3           | 2               | 0               | -                 | -                 | -                              | -                              | -                              | -        | -        | 33    | 3     |
| 2013-2014             | Dynamo Dresde         | 2.Bundesliga          | 34          | 0           | -               | -               | -                 | -                 | -                              | -                              | -                              | 2        | 0        | 36    | 0     |
| Sous-total            | Sous-total            | Sous-total            | 65          | 3           | 2               | 0               | 0                 | 0                 | -                              | 0                              | 0                              | 2        | 0        | 69    | 3     |
| 2014-2015             | VfL Bochum            | 2.Bundesliga          | 33          | 1           | 2               | 0               | -                 | -                 | -                              | -                              | -                              | -        | -        | 35    | 1     |
| 2015-2016             | VfL Bochum            | 2.Bundesliga          | 32          | 1           | 4               | 0               | -                 | -                 | -                              | -                              | -                              | -        | -        | 36    | 1     |
| 2016-2017             | VfL Bochum            | 2.Bundesliga          | 30          | 2           | 1               | 0               | -                 | -                 | -                              | -                              | -                              | -        | -        | 31    | 2     |
| 2017-2018             | VfL Bochum            | 2.Bundesliga          | 31          | 0           | 1               | 0               | -                 | -                 | -                              | -                              | -                              | -        | -        | 32    | 0     |
| 2018-2019             | VfL Bochum            | 2.Bundesliga          | 32          | 2           | 1               | 0               | -                 | -                 | -                              | -                              | -                              | -        | -        | 33    | 2     |
| 2019-2020             | VfL Bochum            | 2.Bundesliga          | 33          | 5           | 2               | 0               | -                 | -                 | -                              | -                              | -                              | -        | -        | 35    | 5     |
| 2020-2021             | VfL Bochum            | 2.Bundesliga          | 32          | 4           | 3               | 0               | -                 | -                 | -                              | -                              | -                              | -        | -        | 35    | 4     |
| 2021-2022             | VfL Bochum            | Bundesliga            | 33          | 2           | 4               | 0               | -                 | -                 | -                              | -                              | -                              | -        | -        | 37    | 2     |
| 2022-2023             | VfL Bochum            | Bundesliga            | 31          | 1           | 3               | 1               | -                 | -                 | -                              | -                              | -                              | -        | -        | 34    | 2     |
| 2023-2024             | VfL Bochum            | Bundesliga            | 20          | 1           | 1               | 0               | -                 | -                 | -                              | -                              | -                              | -        | -        | 21    | 1     |
| Sous-total            | Sous-total            | Sous-total            | 307         | 19          | 22              | 1               | 0                 | 0                 | -                              | 0                              | 0                              | 0        | 0        | 329   | 20    |
| Total sur la carrière | Total sur la carrière | Total sur la carrière | 584         | 35          | 31              | 2               | 4                 | 1                 | -                              | 0                              | 0                              | 2        | 0        | 621   | 38    |